# Октаплатинатитан
Октаплатинатита́н — бинарное неорганическое соединение, интерметаллид платины и титана с формулой TiPt8, кристаллы.

## Получение
- Сплавление стехиометрических количеств чистых веществ:

{\displaystyle {\mathsf {8Pt+Ti\ {\xrightarrow {1080^{o}C}}\ TiPt_{8}}}}

## Физические свойства
Октаплатинатитан образует кристаллы тетрагональной сингонии, пространственная группа I 4/mmm, параметры ячейки a = 0,8312 нм, c = 0,3897 нм, Z = 2, структура типа тетраникельмолибдена MoNi4.
Соединение образуется по перитектоидной реакции при температуре 1080 °C и имеет область гомогенности 89÷98 ат.% платины.